# 華盛頓 (泰恩-威爾郡)
華盛頓（英語：Washington） 是英國泰恩-威爾郡的一個鎮，這英格蘭1964年指定的新鎮之一，包含原先切斯特勒街的一部分土地。根據2011年人口普查，此鎮共有67,085名居民。當地最古老的建築是位於鎮中心的Washington Old Hall，該建築建成于12世紀。也是美國開國總統喬治·華盛頓的家族源自地。

## 外部連結
- Detailed historical record about Washington "F" Pit （页面存档备份，存于）
- Sunderland City Council
- Official Website Of The Galleries （页面存档备份，存于）